# دیسک دور سیاره‌ای

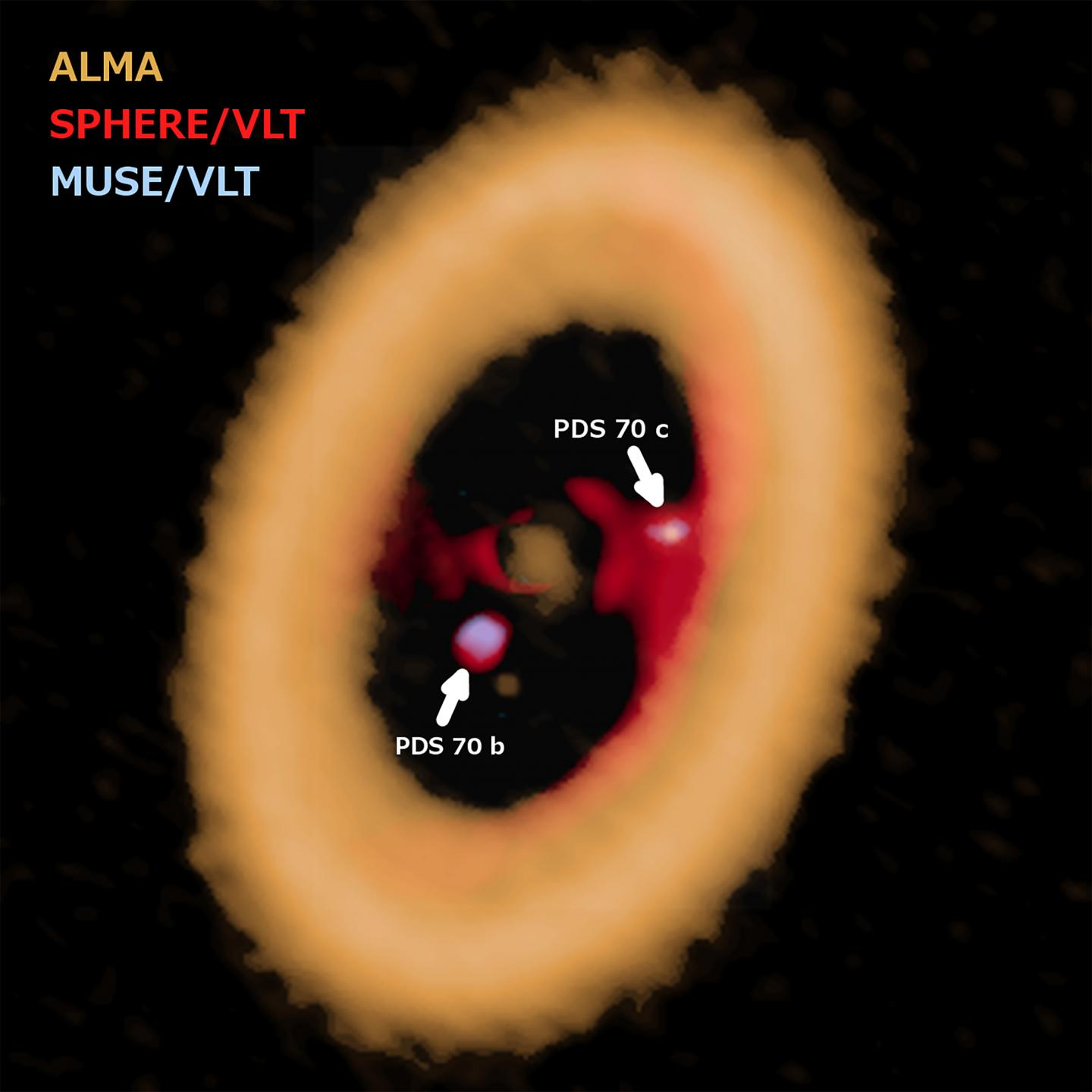
دیسک دور سیاره‌ای اطراف سیاره فراخورشیدی پی‌دی‌اس ۷۰

دیسک دور سیاره‌ای (انگلیسی: Circumplanetary disk) انباشتگی چنبره، پنکیک‌مانند یا حلقه‌ای شکل از ماده متشکل از گاز، غبار، سیاره کوچک، سیارک یا قطعات برخوردی در مدار یک سیاره است. در اطراف یک سیاره، آنها مخازن موادی هستند که ممکن است قمرهای فراخورشیدی یا ماهک‌ها) از آنها تشکیل شوند. چنین دیسکی می‌تواند خود را از راه‌های گوناگونی نشان دهد.
در اوت ۲۰۱۸، اخترشناسان کشف احتمالی یک دیسک دور سیاره‌ای در اطراف CS Cha B را گزارش کردند. نویسندگان بیان می‌کنند که "سیستم CS Cha تنها سیستمی است که احتمالاً یک دیسک دور سیاره‌ای و همچنین یک دیسک دور ستاره‌ای حل شده در آن وجود دارد." ستاره کوتوله سرخ، و قرص را دور ستاره‌ای می‌کند."